# なんちゃって家族
『なんちゃって家族』（なんちゃってかぞく、We're the Millers）は、2013年にアメリカ合衆国で制作されたコメディ映画。

## ストーリー
デンバーのしがないマリファナの売人のデイヴィッド・クラークは金と手持ちの在庫を強奪されてしまう。その一部は麻薬の供給元で大学時代の知人であるブラッド・ガードリンガーから借りたものであった。ガードリンガーは金を返させるためにメキシコからマリファナを密輸するよう彼に強要する。国境の税関を男1人で通ろうとすると疑惑を招くことから、デイヴィッドは、隣人のストリッパー、ステージ名ローズ、家出娘のケイシー、そして純朴で最近家族から見捨てられたティーンエイジャーのケニーを雇い、それぞれ妻、娘、息子のふりをして、「ミラー家」に扮する。
ミラー家が受取場所である高い塀に囲まれたアジトに到着すると、彼らが運ぶマリファナはガードリンガーの言った「少量」ではなく、実際には2トンであることを知る。ミラー家は国境に戻る途中に何度も止められるが、賄賂と幸運で何とか乗り切る。積んだ大量のマリファナの重量のせいでRVのラジエター・ホースの1本が破損する。ミラー家が国境で会っていた、RVで休暇中だったフィッツジェラルド家（父ドン、母イーディ、娘メリッサの3人）がミラー家が立ち往生しているところに来て、RVを修理工場まで牽引してくれる。修理工場に向かう途中、ミラー家はドンが麻薬取締局の捜査官であることを知り、警戒する。ケニーはメリッサに恋心を抱く。ケニーが女の子とキスしたことが無いと明かすと、ケイシーとローズはケニーにキスのレッスンを施す。そんな彼らをメリッサが目撃し、彼らが近親相姦の関係にあると思ってしまう。
ガードリンガーがデイヴィッドを騙し、彼の計画がカルテルのボス、パブロ・チャコンからマリファナを盗むことであることが判明する。翌日、ミラー家がRVを取りに修理工場に向かうと、チャコンとその手下の「片目」彼らを待ち伏せ、殺す準備をしている。ミラー家はチャコンに、自分たちは本当の家族ではなく、自分たちが彼らから盗んでいたとは知らなかったと言う。ローズは踊って自分がストリッパーであることを証明する機会を与えられ、チャコンに近づくと熱い蒸気の吹き出し口をチャコンに向ける。ミラー家はケニーの運転でRVで逃走する。ケニーのいいかげんな運転のせいで、RVは高速道路から外れてしまう。タランチュラ（「片目」がくれた果物籠の中に隠れていた）がケニーの脚を這い上がり、陰嚢を噛んだ。
噛まれたケニーが重度のアレルギー反応を起こしたため、ミラー家は病院へ向かう。これによりマリファナを届けるのが更に遅れることになるが、デイヴィッドはガードリンガーと交渉し、その夜に到着すれば50万ドルの報酬を貰えることになる。ケニーが漸く退院出来ると、デイヴィッドは彼を車椅子でRVに慌ただしく連れて行く途中、誤って転倒させてしまう。その後の口論の中で、デイヴィッドはうっかり、他の3人に提示した報酬の少なさと比較して、自分が幾ら貰う予定なのかを喋ってしまう。ケイシー、ローズ、ケニーはそのことにうんざりし、デイヴィッドは彼らをお祭り会場に残して去る。スコッティ・Pという名前の若い男がケイシーに馴れ馴れしくしてくるので、ローズは彼を殴り倒す。
お祭り会場から去ってすぐに、デイヴィッドは仲間を見捨てたことを後悔して戻って来る。3人も他にどうしようも無いことからデイヴィッドについていくことにする。4人がRVに向かう途中、「片目」が彼らを発見し撃とうとするが、RVから出てきたドンが彼を倒す。その後、チャコンがメリッサに銃を突きつけながら角を曲がって来て全員を殺そうとするが、独立記念日の花火に一瞬気を取られている隙にデイヴィッドとケニーが彼を倒す。ケニーはメリッサにキスをし、それにつられてデヴィッドもローズにキスする。ドンはチャコンを逮捕するが、メリッサを救ってくれたお礼にミラー家のことは見逃す。
デイヴィッドがガードリンガーにマリファナを届けると、ガードリンガーは2トンのマリファナ密輸の報酬を支払う積りは全く無かったと明かすが、その時、麻薬取締局の捜査官たちが天井窓を割って飛び降りて来てガードリンガーを拘留する。デイヴィッドはガードリンガーを逮捕するためのドンへの密告者であったことが明らかになり、ドンは上司の信頼を取り戻す。ドンはデイヴィッドに、ガードリンガーとチャコンの裁判が始まるまで彼と他の目撃者たちは証人保護下に置かれると告げる。ローズ、ケニー、ケイシーも一緒に居ることになるのではないかとドンが言うと、デイヴィッドは安心する。
その後、刑事裁判が終わるまでの間、証人保護下でミラー家は郊外の家で一緒に暮らしている。デイヴィッドとローズは明らかにいちゃついている。デイヴィッドは、庭の向かいの家に引っ越してきた家族にローズを本名のサラと紹介する。ミラー家は挨拶が終わって立ち去る隣人のことを秘かに笑い、家の裏庭に生えているマリファナの草が映って映画は終わる。

## キャスト
※括弧内は日本語吹替
- ローズ・オライリー - ジェニファー・アニストン（安達忍）
- デヴィッド・クラーク - ジェイソン・サダイキス（山野井仁）
- ケイシー・マシス - エマ・ロバーツ（藤村歩）
- ケニー・ロスモア - ウィル・ポールター（落合佑介）
- ドン・フィッツジェラルド - ニック・オファーマン（楠見尚己）
- エディ・フィッツジェラルド - キャスリン・ハーン（込山順子）
- ブラッド・ガードリンガー - エド・ヘルムズ（青山穣）
- メリッサ・フィッツジェラルド - モリー・クイン（森谷里美）
- パブロ・シャコン - トメル・シスレー（北田理道）
- ワン・アイ - マシュー・ウィリグ（英語版）（宝亀克寿）
- メキシコ人警官 - ルイス・ガスマン（多田野曜平）
- リック・ネイサンソン - トーマス・レノン（多田野曜平）
- スコティーP - マーク・L・ヤング（英語版）（布施川一寛）
- トッド - ケン・マリーノ
- キンバリー - ローラ＝リー
- 医師 - スコット・アドシット

## エピソード
- ジェニファー・アニストンとジェイソン・サダイキスは、他に『バウンティー・ハンター』（2010年）、『モンスター上司』（2011年）、『モンスター上司2』（2014年）、『マザーズ・デイ』（2016年）などで共演している。
- ジェニファー・アニストンは、TLCの『Waterfalls』の代わりに、自身が出演した『フレンズ』のテーマソング（ザ・レンブランツの『I'll Be There for You』）を流されるドッキリを仕掛けられ、エンディングのNGシーン集で使われている[4]。
- ウィル・ポールターは『フレンズ』の大ファンで、「ジェニファーと仕事ができるなんて本当に最高」「死んでも出たいと思った」と語っている。
- エマ・ロバーツは本作の成功のポイントについて、「キャストの仲の良さ」「撮影中もオフの時もとにかく仲が良くて、それが映画にも反映されてうまくいったんだと思う」と語り、ウィルも「成功すると変わってしまう人がいるけど、ジェニファーは本当に見たまま。自然体だし、常に素晴らしいインスピレーションを与えてくれた」とジェニファーを絶賛している[5]。
- エマ・ロバーツ、ウィル・ポールター、ジェニファー・アニストンの3人のキスシーンが、2014年のMTVムービー・アワードで最優秀キスシーン賞を受賞した。